# النزوح من المكسيك
يعني النزوح من المكسيك انتقال الناس من المكسيك إلى بلدان أخرى. تظل الولايات المتحدة الوجهة الأولى حتى الآن، بنسبة 150 إلى 1 أو أكثر مقارنة بكندا بصفتها الوجهة الثانية الأكثر شعبية.

## نظرة عامة
بدأ النزوح من المكسيك منذ نحو قرن من الزمان ولكن قفزت المعدلات منذ خمسينيات القرن العشرين، إذ يبحث المكسيكيون الفقراء عن فرص أفضل للعمل والنمو. سعى الناس في المكسيك إلى الاستقرار بأنفسهم وعائلاتهم في الولايات المتحدة، حيث الوفرة في فرص العمل التي اختفت في بلادهم أو لم يعد يطلبها أحد. نظرًا لأن الولايات المتحدة نفسها غير قادرة على تلبية الطلب الكامل على العمالة ذات المهارات المنخفضة، فإنها ترحب بالعمال المكسيكيين لأداء هذه الوظائف. يعيش أكثر من 11% من سكان المكسيك الأصليين في الخارج، وتحل ثانيًا بعد الهند. يقيم نحو 98٪ من المهاجرين المكسيكيين، ما يمثل 10.9 مليون شخص، على نحو قانوني وغير قانوني، في الولايات المتحدة. لا توجد أرقام رسمية عن عدد المهاجرين المكسيكيين الأصليين. أشارت تقارير عام 2012 الصادرة عن مركز بيو للأبحاث إلى أن تدفق المهاجرين من المكسيك كان ذا اتجاه سلبي بعض الشيء، إذ يغادر المزيد من المكسيكيين الولايات المتحدة. يُعد تقلب البيزو المكسيكي، مقارنة بالدولار الأمريكي، أحد أسباب هجرة المكسيكيين إلى الولايات المتحدة بغية إرسال الدولارات لعائلاتهم. يمكث بعض الناس فيها مؤقتًا؛ ويستقر آخرون على نحو دائم.

## الوجهات
بصرف النظر عن الولايات المتحدة، استقر المهاجرون المكسيكيون في كندا وإسبانيا وألمانيا وإيطاليا والمملكة المتحدة وفرنسا وتايوان واليابان ودول أخرى. يوجد أيضًا عدد كبير من المهاجرين المكسيكيين في دول أمريكا الوسطى والجنوبية كغواتيمالا وكوستاريكا وكوبا والبرازيل وكولومبيا وتشيلي. استقر المينوناتيون المكسيكيون في بوليفيا والأرجنتين وباراغواي. وُجدت حالات لمكسيكيين يعملون أو يقيمون في المملكة العربية السعودية ودول أخرى ولكن ليس بأعداد كبيرة من الناحية الديموغرافية. هاجرت أعداد غفيرة من اليهود المكسيكيين إلى إسرائيل بغرض الهجرة اليهودية إلى أرض الميعاد «عليا»، أو هجرة يهود الشتات إلى إسرائيل.
استقر رجال الأعمال والمهندسون المكسيكيون، في السنوات الأخيرة، في بلدان أفريقية مثل كينيا ونيجيريا وجنوب أفريقيا.
يوجد لدى كندا برنامج تعاقد مؤقت مع العمال الزراعيين المكسيكيين. تتيح العديد من البلدان للمكسيكيين فرصًا في مجالات مثل البحث العلمي، والدراسة في الكليات والجامعات، والتبادلات الثقافية الأخرى. أدت المغادرة الجماعية للفنانين والعلماء والممثلين وغيرهم إلى ظاهرة هجرة الأدمغة المكسيكية. أظهرت السنوات الأخيرة، مع ذلك، ارتفاعًا طفيفًا في الهجرة إلى المكسيك.

## المهاجرون
يمثل المكسيكيون أكبر مجموعة مهاجرين في أمريكا، لكن عدد المهاجرين القادمين إلى الولايات المتحدة بدأ في الانخفاض. يأتون في المقام الأول من تسع ولايات هي زاكاتيكاس وغواناخواتو وميتشواكان وواهاكا وغيريرو وسان لويس بوتوسي وهيدالغو وتشياباس وخاليسكو. من المألوف في هذه الولايات رؤية مدن غادرها رجالها أملًا في إيجاد عمل في الولايات المتحدة. يرسل الأزواج الذين يجدون عملًا في الولايات المتحدة، في كثير من الأحيان، الأموال إلى أسرهم، بينما تبقى النساء في المكسيك لرعاية أطفالهن. أصبحت هذه الأموال، التي تسمى ريميساس باللغة الإسبانية المكسيكية، ثاني مصدر من مصادر الدخل المتدفقة إلى المكسيك من البلدان الأخرى، إذ تحل ثانيًا بعد صادرات النفط ومنتجاته. غالبًا ما تحدد الوظائف التي شغلها الناس داخل المكسيك مسار العمل الذي سيتولاه المهاجر المكسيكي عند وصوله إلى الولايات المتحدة. أظهرت دراسة استقصائية أن الأسر ليست الوحيدة التي تتأثر جسديًا وعاطفيًا بسبب هجرتها، بل تؤثر الهجرة أيضًا على الأفراد الذين تركهم المهاجرون وراء ظهورهم.
أدت الفرص الاقتصادية الأخيرة والمزايا التي وفرتها المعاهدات الدولية بالإضافة إلى المضايقات وانعدام الأمن إلى دفع جماعة من الأثرياء أنفسهم إلى مغادرة البلاد.